# Sunny Harnett
Annemarie Margot Elfreda "Sunny" Harnett (1924 — mayo de 1987) fue una modelo, actriz, y directora de casting estadounidense. Apareció en revistas de moda durante toda la década de 1950, incluso con frecuencia en la portada de Vogue, y a menudo fue la modelo elegida por el fotógrafo Edgar de Evia. Harper's Bazaar la considera una de las 26 mejores modelos de todos los tiempos.
Tras convertirse en ayudante de Eileen Ford de Ford Models, pronto dejó el modelaje. Al parecer, Harnett rechazó la oportunidad de representar a Naomi Sims, que acabó convirtiéndose en la primera supermodelo afroamericana, porque Ford ya tenía "demasiadas" modelos negras.
En algún momento, Harnett ganó peso y se sometió a una mastectomía. Debido a problemas de salud, más tarde fue ingresada en una residencia para cuidados de larga duración. Según su compañera Betsy Pickering, modelo de Ford en la década de 1950, Gerard W. ″Jerry″ Ford, fundador de Ford Models, hospitalizó a Harnett por enfermedad mental. Harnett murió a causa de las heridas sufridas en un incendio en la casa en mayo de 1987, cuando tenía 63 años.
También fue actriz y apareció en la película Funny Face (1957). Rubia ceniza, fue una de las modelos favoritas del fotógrafo Richard Avedon, que sirvió de modelo apenas velada para el personaje de Dick Avery de Fred Astaire en Funny Face. Avedon tomó una de las fotos más famosas de Harnett, en la que, vestida con un traje de noche de Grès, mira una ruleta en un casino de Le Touquet, Francia. T Esa icónica fotografía de agosto de 1954 alcanzó los 35.000 dólares cuando Christie's la subastó en octubre de 2012.

## Filmografía
- Funny Face (1957)